# KFUM-kören i Norrköping
KFUM-kören är en manskör i Norrköping som bildades 1915 av musikläraren Martin Gustafsson. 

## Historik
KFUM-kören är en manskör i Norrköping som bildades 1915 av musikläraren Martin Gustafsson, som även var körens dirigent. Under hans tid samarbetade kören ofta med Östra Eneby damkör. I början av 1937 var Hermann Lücke dirigent för kören. Mellan 1937 och 1938 var tjänstemannen Ivar Lindström dirigent. Åren 1938-1939 var Hermann Lücke dirigent åter dirigent. 1939-1941 var verkmästare Olof Frey dirigent. Från den 30 september 1941 leddes kören av Elof Wåhlberg.